# Nibong Tebal
Nibong Tebal là một thị trấn nằm trong Huyện Nam Seberang Perai, Penang, Malaysia. Nằm ở bờ phía bắc của sông Kerian, nó là thị trấn lớn nhất ở cực nam Penang. Nibong Tebal có dân số 2.045 vào năm 2010.
Được thành lập như một ngôi làng nông nghiệp, Nibong Tebal hiện cũng sở hữu các ngành công nghiệp nhẹ, bao gồm một trong những nhà sản xuất giấy lớn nhất Malaysia.

## Lịch sử

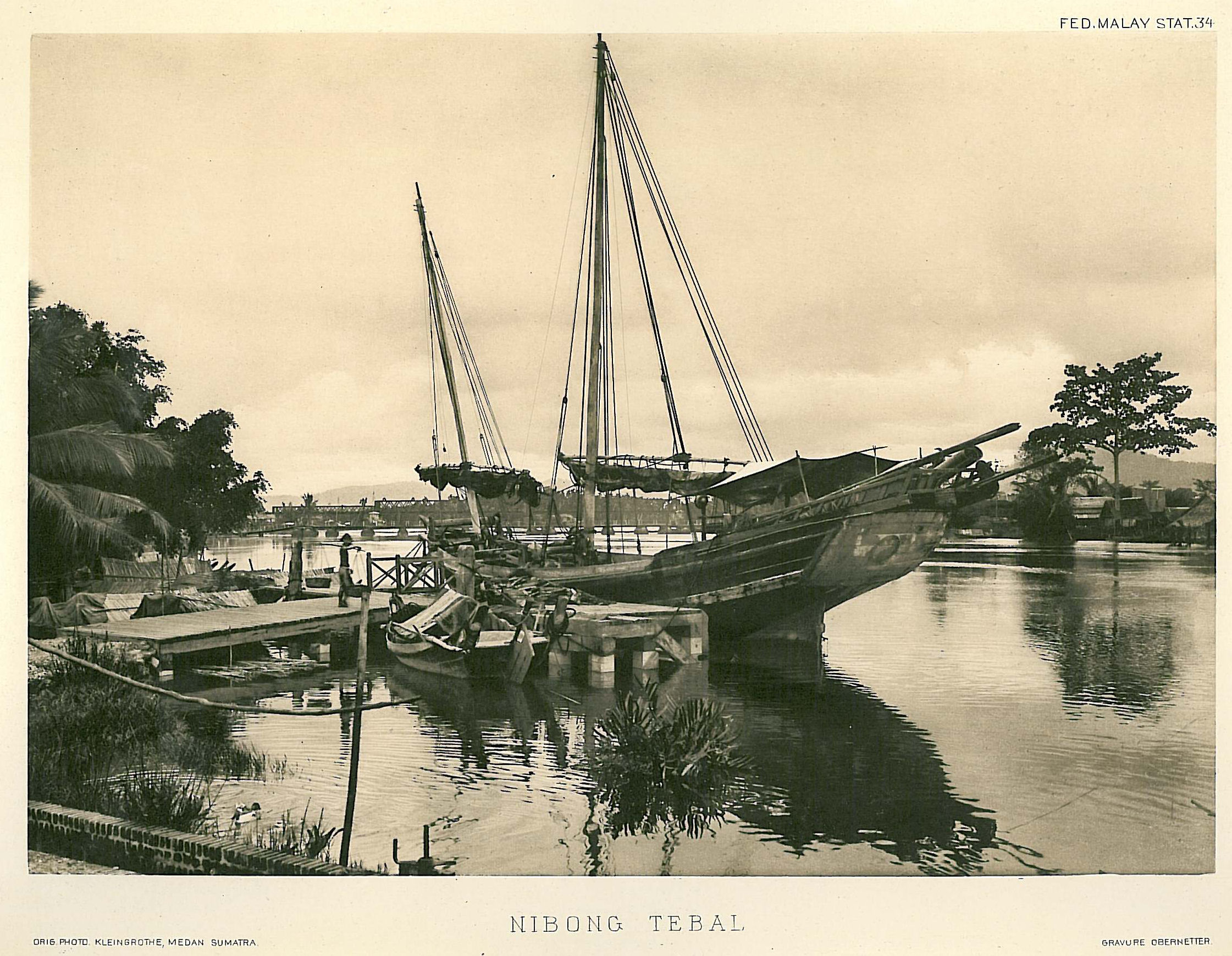
Một chiếc thuyền ở Nibong Tebal vào những năm 1900

Thị trấn Nibong Tebal đã tồn tại từ đầu thế kỷ 19 như một ngôi làng nông nghiệp. Thu hoạch đường đã hình thành nền tảng của nền kinh tế Nibong Tebal trong những năm đầu của nó; ngành công nghiệp này bị chi phối bởi những người châu Âu do ưu thế công nghệ của họ. Vào giữa thế kỷ 19, Penang Sugar Estates Limited, có trụ sở tại Nibong Tebal, trở thành nhà sản xuất đường lớn nhất trong tỉnh Wellesley (nay là Seberang Perai). Khi cái chết của chủ nhân của nó, Edward Horsman, gia đình Ramsden, một trong những gia đình giàu nhất nước Anh, đã mua lại công ty. Ảnh hưởng của châu Âu ở Nibong Tebal sớm thấm vào xã hội của thị trấn, với sự xuất hiện của các nhà truyền giáo Công giáo vào cuối thế kỷ 19.
Lúc đó, Nibong Tebal đã thu hút một số lượng đáng kể người nhập cư Trung Quốc. Một ngôi đền Đạo giáo đã được xây dựng trong thị trấn vào năm 1866. Thị trấn cũng trở thành một thành trì của Ghee Hin Kongsi, một trong những xã hội bí mật của Trung Quốc hoạt động tại Penang vào thời điểm đó.
Năm 1900, tuyến đường sắt mới khởi hành giữa Perai và Bukit Mertajam được mở rộng đến Nibong Tebal, và đến năm 1902, tuyến đường sắt cũng được nối với tuyến đường sắt mới của Perak. Điều này thúc đẩy vai trò mới của Nibong Tebal là một trung tâm giao thông, một vai trò được duy trì cho đến những năm 1930. Việc hoàn thành một cây cầu đường trên sông Kerian đã dẫn đến sự suy giảm của Nibong Tebal như một trung tâm giao thông.

## Nhân khẩu học
| Ethnic composition of Nibong Tebal (2010) | Ethnic composition of Nibong Tebal (2010) | Ethnic composition of Nibong Tebal (2010) | Ethnic composition of Nibong Tebal (2010) | Ethnic composition of Nibong Tebal (2010) |
| ----------------------------------------- | ----------------------------------------- | ----------------------------------------- | ----------------------------------------- | ----------------------------------------- |
| Ethnicities / Nationality                 | Ethnicities / Nationality                 |                                           | Percentage                                | Percentage                                |
| Chinese                                   | Chinese                                   |                                           | 70.41%                                    | 70.41%                                    |
| Indians                                   | Indians                                   |                                           | 18.78%                                    | 18.78%                                    |
| Malays                                    | Malays                                    |                                           | 7.09%                                     | 7.09%                                     |
| Other Bumiputeras                         | Other Bumiputeras                         |                                           | 0.34%                                     | 0.34%                                     |
| Others                                    | Others                                    |                                           | 0.20%                                     | 0.20%                                     |
| Non-Malaysians                            | Non-Malaysians                            |                                           | 3.18%                                     | 3.18%                                     |

Tính đến năm 2010, Nibong Tebal có dân số 2.045 người. Dân tộc Trung Quốc chiếm hơn 7-10 dân số, tiếp theo là người Ấn Độ ở gần 19% và người Mã Lai ở mức 7%.